# Paul Lacroix

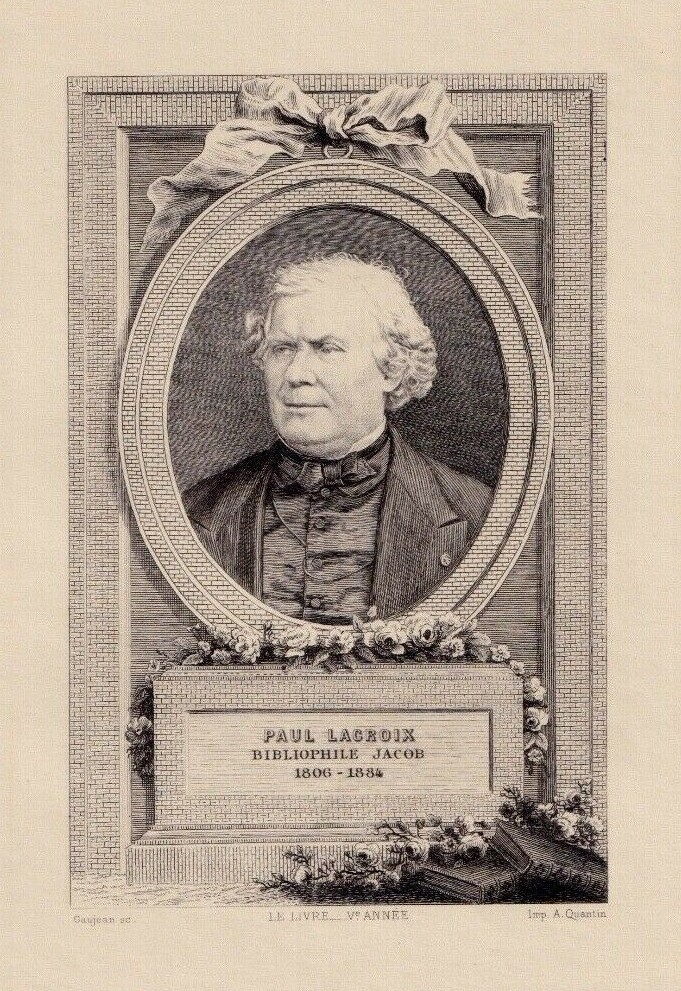
Paul Lacroix.

Paul Lacroix, född 27 april 1806, död 16 oktober 1884, var en fransk historiker och författare.
Lacroix var från 1855 bibliotekarie vid arsenalbiblioteket i Paris. Han författade ett flertal värdefulla bibliografiska, historiska och kulturhistoriska arbeten, delvis under pseudonymerna P. L. Jacob och Pierre Dufour. Bland hans verk märks Bibliothéque dramatique de M. de Soleinne (6 band, 1843-45), Les amateurs de vieux livres (1880), Histoire politique... de Napoléon III (4 band 1853, svensk översättning 1856-57), Histoire de la prostitution (6 band, 1851-54), Costumes historiques de la France (10 band, 1852), samt Directoire, consulat et empire (1884). Lacroix skrev även för uppfinningsrikedom och tidstrogenhet högt skattade historiska romaner, bland annat som Alexandre Dumas den äldres "medarbetare" samt utgav äldre franska poeter.